# 兰干乡 (库尔勒市)
兰干乡，是中华人民共和国新疆维吾尔自治区巴音郭楞蒙古自治州库尔勒市下辖的一个乡镇级行政单位。

## 行政区划
兰干乡下辖以下地区：
兰干村、贡拉提村、结帕尔村、夏库尔村和英买里村。